# Патнем (округ, Іллінойс)
Шаблон:StateAbbr_ 41°12′ пн. ш. 89°17′ зх. д. / 41.2° пн. ш. 89.28° зх. д.
Округ Патнем (англ. Putnam County) — округ (графство) у штаті Іллінойс, США. Ідентифікатор округу 17155.

## Історія
Округ утворений 1825 року.

## Демографія
За даними перепису 
2000 року 
загальне населення округу становило 6086 осіб, усе сільське.
Серед мешканців округу чоловіків було 3007, а жінок — 3079. В окрузі було 2415 домогосподарств, 1749 родин, які мешкали в 2888 будинках.
Середній розмір родини становив 2,99.
Віковий розподіл населення поданий у таблиці:
| Стать    | До 15 років | 15-21 | 22-29 | 30-39 | 40-49 | 50-65 | 65-85 | Понад 85 |
| -------- | ----------- | ----- | ----- | ----- | ----- | ----- | ----- | -------- |
| Чоловіки | 627         | 280   | 230   | 403   | 497   | 543   | 393   | 34       |
| Жінки    | 619         | 268   | 217   | 449   | 453   | 533   | 458   | 82       |

## Суміжні округи
- Ла-Салл — схід
- Маршалл — південь
- Бюро — північний захід

## Виноски
1. ↑  U.S. Decennial Census. United States Census Bureau. Процитовано 8 липня 2014.
2. ↑  Historical Census Browser. University of Virginia Library. Архів оригіналу за 11 серпня 2012. Процитовано 8 липня 2014.
3. ↑  Population of Counties by Decennial Census: 1900 to 1990. United States Census Bureau. Процитовано 8 липня 2014.
4. ↑  Census 2000 PHC-T-4. Ranking Tables for Counties: 1990 and 2000 (PDF). United States Census Bureau. Процитовано 8 липня 2014.
5. ↑  State & County QuickFacts. United States Census Bureau. Архів оригіналу за 5 вересня 2015. Процитовано 8 липня 2014.(англ.) Наведено за англійською вікіпедією.
6. ↑  American FactFinder. Бюро перепису населення США. Архів оригіналу за 26 лютого 2012. Процитовано 31 січня 2008.

| США | Це незавершена стаття з географії США. Ви можете допомогти проєкту, виправивши або дописавши її. |